# Tiriyó
I tiriyó (o anche trió, tiriyó) sono un gruppo etnico del Suriname e del Brasile che ha una popolazione stimata in circa 2.300 individui. Parlano la lingua Trio (codice ISO 639: TRI) e sono principalmente di fede animista.
Vivono a nord dello stato brasiliano di Pará e nel Suriname (1.300 in Brasile e 900 in Suriname). La lingua originale trió è ormai usata solo dagli anziani, mentre i giovani vivono quasi tutti in città. Questo gruppo ha vissuto fino alla fine degli anni sessanta nel Parque indígena de Tumucumaque (PIT), insieme ad altri gruppi come i ticuna.
I  triò che vivono in Suriname parlano olandese, quelli che vivono in Brasile parlano portoghese come prima o seconda lingua.